# Мадам

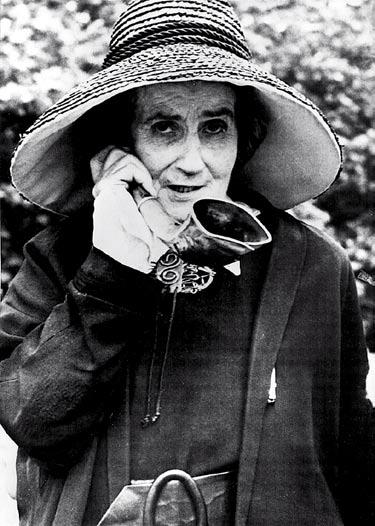
Мадам де Мерон со слуховой трубкой.

Мада́м (фр. madame, произносится [maˈdam], «моя госпожа»), Мада́ма:
- в средние века титул старшей дочери французского короля, жены дофина и некоторых других особ королевского дома Франции;
- в позднейшее время название женщины благородного происхождения;
- уважительное обращение к женщине, из вежливости к всякой замужней женщине;
- в России, имперского периода, кроме названия женщины благородного происхождения, иногда специальное название гувернантки и хозяйки модного магазина[3].

Слово заимствованное из французского языка, оно встречается в русском, английском и других языках. 
В англоязычных странах титул Madam может также выступать как композит названия должностей, занимаемых женщинами — Madam Justice, Madam Speaker, Madam President (Мадам Президент), что заимствованно в русскоязычной публицистике.
Для того, чтобы консервативные британцы избрали на эту должность женщину и поменяли традиционное обращение «сэр спикер» на «мадам спикер», у них должны были быть веские основания.
В американской армии, британской полиции младшие по званию военнослужащие обращаются к вышестоящей по званию женщине-офицеру ma’am (мэм), к мужчине — sir (сэр).
До 1917 года в Российской империи мадам — воспитательница-иностранка, француженка, при детях, воспитательница, гувернантка; содержательница модной лавки, портниха.